# Agrotis alexandrlensis
Agrotis alexandrlensis là một loài bướm đêm trong họ Noctuidae.